# American Music Awards de 2017
O 45º American Music Awards  aconteceu no dia 19 de Novembro de 2017, no Microsoft Theater, em Los Angeles.

## Performances
| Artista                                                  | Canção | Apresentado por                             |
| -------------------------------------------------------- | --- | ------------------------------------------- |
| P!nk Kelly Clarkson                                      | "Everybody Hurts" | Jamie Foxx                                  |
| Demi Lovato                                              | "Sorry Not Sorry" | Tracee Ellis Ross                           |
| Nick Jonas                                               | "Find You" | Chris Hardwick Lea Michele                  |
| Hailee Steinfeld Alesso Florida Georgia Line Andrew Watt | "Let Me Go" | —                                           |
| Shawn Mendes                                             | "There's Nothing Holdin' Me Back"                                                                                     | Lilly Singh Sabrina Carpenter               |
| Selena Gomez Marshmello                                  | "Wolves" | Julia Michaels                              |
| Christina Aguilera                                       | Tributo a Whitney Houston e O Guarda-Costas "I Will Always Love You" I Have Nothing" "Run to You" "I'm Every Woman"   | Viola Davis                                 |
| Lady Gaga                                                | "The Cure"[a] | Heidi Klum                                  |
| Macklemore Skylar Grey                                   | "Glorious" | G-Eazy DJ Khaled                            |
| Portugal. The Man                                        | "Feel It Still" | —                                           |
| Zedd Alessia Cara                                        | "Stay" | Caleb McLaughlin Gaten Matarazzo Sadie Sink |
| Khalid Imagine Dragons                                   | "Young Dumb & Broke" "Thunder"                                                                                        | Tracee Ellis Ross                           |
| P!nk                                                     | "Beautiful Trauma" | Tracee Ellis Ross                           |
| Niall Horan                                              | "Slow Hands" | Kat Graham Kelly Rowland                    |
| Kelly Clarkson                                           | "Miss Independent" Love So Soft"                                                                                      | Chrissy Metz Jesse Tyler Ferguson           |
| BTS                                                      | "DNA" | The Chainsmokers                            |
| Diana Ross                                               | "I'm Coming Out" "Take Me Higher" "Ease on Down the Road" "The Best Years Of My Life" "Ain't No Mountain High Enough" | Evan Ross                                   |

Notas
- ↑[a]  Transmitido ao vivo da Capital One Arena em Washington, D.C., Estados Unidos.

## Vencedores e indicados
| Artista do Ano (apresentado por Jared Leto) | Artista Revelação (apresentado por Nick Cannon)                                                               |
| --- | --- |
| - Bruno Mars - The Chainsmokers - Drake - Kendrick Lamar - Ed Sheeran | - Niall Horan - James Arthur - Julia Michaels - Post Malone - Rae Sremmurd                                    |
| Cantor de Pop/Rock | Cantora de Pop/Rock (apresentado por Ansel Elgort e Yara Shahidi)                                             |
| - Bruno Mars - Drake - Ed Sheeran | - Lady Gaga - Alessia Cara - Rihanna                                                                          |
| Dupla/Grupo de Pop/Rock (apresentado por Chadwick Boseman) | Álbum de Pop/Rock                                                                                             |
| - Imagine Dragons - The Chainsmokers - Coldplay | - Bruno Mars – 24K Magic - Drake – More Life - The Weeknd – Starboy                                           |
| Canção de Pop/Rock | Cantor de Country (apresentado por Kathryn Hahn e Justin Hartley)                                             |
| - Luis Fonsi & Daddy Yankee com part. de Justin Bieber – "Despacito" - The Chainsmokers com part. de Halsey – "Closer" - Ed Sheeran – "Shape of You" | - Keith Urban - Sam Hunt - Thomas Rhett                                                                       |
| Cantora de Country | Dupla/Grupo de Country                                                                                        |
| - Carrie Underwood - Miranda Lambert - Maren Morris | - Little Big Town - Florida Georgia Line - Old Dominion                                                       |
| Álbum de Country (apresentado por Kathryn Hahn e Justin Hartley) | Canção de Country (apresentado por Kathryn Hahn e Justin Hartley)                                             |
| - Keith Urban – Ripcord - Jason Aldean – They Don’t Know - Chris Stapleton – From a Room:, Vol. 1 | - Keith Urban – "Blue Ain’t Your Color" - Sam Hunt – "Body Like a Back Road" - Jon Pardi – "Dirt on My Boots" |
| Artista de Hip Hop/Rap | Álbum de Hip Hop/Rap                                                                                          |
| - Drake - Kendrick Lamar - Migos | - Kendrick Lamar – Damn. - Drake – More Life - Migos – Culture                                                |
| Canção de Hip Hop/Rap (apresentado por Ciara) | Cantor de Soul/R&B                                                                                            |
| - DJ Khaled com part. de Justin Bieber, Quavo, Chance the Rapper & Lil Wayne – "I’m The One" - Kendrick Lamar – "Humble" - Rae Sremmurd com part. de Gucci Mane – "Black Beatles" | - Bruno Mars - Childish Gambino - The Weeknd                                                                  |
| Cantora de Soul/R&B | Álbum de Soul/R&B                                                                                             |
| - Beyonce - Kehlani - Rihanna | - Bruno Mars – 24K Magic - Childish Gambino – Awaken My Love! - The Weeknd – Starboy                          |
| Canção de Soul/R&B | Artista de Rock Alternativo (apresentado por Daymond John, Kevin O'Leary e Mark Cuban)                        |
| - Bruno Mars – "That’s What I Like" - Khalid – "Location” - The Weeknd – "Starboy" | - Linkin Park - Imagine Dragons - Twenty One Pilots                                                           |
| Artista Adulto Contemporâneo (apresentado por Jenna Dewan-Tatum e Billy Eichner) | Artista Latino                                                                                                |
| - Shawn Mendes - Bruno Mars - Ed Sheeran | - Shakira - Luis Fonsi - Daddy Yankee                                                                         |
| Artista Inspirador Contemporâneo | Artista de EDM (apresentado por Lili Reinhart, Camila Mendes, KJ Apa e Madelaine Petsch)                      |
| - Lauren Daigle - MercyMe - Chris Tomlin | - The Chainsmokers - DJ Snake - Calvin Harris                                                                 |
| Vídeo do Ano | Melhor Trilha Sonora                                                                                          |
| - Bruno Mars – "That’s What I Like" - Luis Fonsi & Daddy Yankee – "Despacito" - Ed Sheeran – "Shape of You" | - Moana - Guardians of the Galaxy, Vol. 2: Awesome Mix Vol. 2 - Trolls                                        |
| Colaboração do Ano (apresentado por Laura Marano e Patrick Schwarzenegger) | Turnê do Ano                                                                                                  |
| - Luis Fonsi & Daddy Yankee com part. de Justin Bieber – "Despacito" - The Chainsmokers com part. de Halsey – "Closer" - DJ Khaled com part. de Justin Bieber, Quavo, Chance the Rapper & Lil Wayne – "I’m The One" - Maroon 5 com part. de Kendrick Lamar – "Don't Wanna Know" - The Weeknd com part. de Daft Punk – "Starboy" | - Coldplay - Garth Brooks - U2                                                                                |
| Prêmio Conjunto da Obra (apresentado pela familia de Diana Ross) | |
| Diana Ross | |